# Sfax Sud
Pour les articles homonymes, voir Sfax (homonymie).
Sfax Sud est une délégation tunisienne dépendant du gouvernorat de Sfax.
Créée en 1974, elle se divise en sept imadas : Bouzaien, El Afrane Nord, El Ain, El Aouabed, El Khazzanet, Gremda et Ouyoun El Mayel.
En 2004, elle compte 101 904 habitants dont 52 376 hommes et 49 528 femmes répartis dans 24 215 ménages et 27 426 logements.